# Quận Merced, California
Quận Merced là một quận trong Central Valley thuộc tiểu bang California, Hoa Kỳ. Quận Merced nằm ở phía bắc Fresno và đông nam San Jose. Quận lỵ đóng tại thành phố Merced2. Theo Cục điều tra dân số Hoa Kỳ, dân số năm 2000 của quận này là 210.554 người 2. Quận được đặt tên theo sông Merced.